# Phintella lucai
Phintella lucai är en spindelart som beskrevs av Zabka 1985. Phintella lucai ingår i släktet Phintella och familjen hoppspindlar. Inga underarter finns listade i Catalogue of Life.